# 指切りげんまん
「指切りげんまん」（ゆびきりげんまん）は、日本のシンガーソングライターである長渕剛の31枚目のシングルである。
フォーライフ・レコードへの移籍第2弾シングルであり、アルバム『SAMURAI』（1998年）からの先行シングルとしてリリースされた。
オリコンチャートでは最高位2位となっている。
テレビ朝日系木曜ドラマ『外科医・夏目三四郎』（1998年）の主題歌として使用された。

## リリース
1998年9月23日にフォーライフ・レコードよりリリースされた。

## チャート成績
オリコンチャートでは最高位2位、登場回数7回、売り上げ枚数は11.7万枚となった。

## ライブ・パフォーマンス
本作はライブで演奏される事は少なく、リリース当時のライブツアー「Live 98 SAMURAI」にて演奏された他は2007年のツアー「LADY'S NIGHT 2007 -Acoustic-」、2009年のツアー「Tsuyoshi Nagabuchi Acoustic Live 30th Anniversary」にて演奏された。

## メディアでの使用
テレビ朝日系テレビドラマ『外科医・夏目三四郎』の主題歌として使用された。これによりシングル「友よ」（1995年）に続き長渕本人が出演していないテレビドラマとのタイアップとなった。
この作品以降、長渕の曲のテレビドラマとのタイアップはNHK総合テレビドラマ『島の先生』（2013年）に「未来」が使用されるまで、15年間途絶える事となった。

## シングル収録曲
| 全作詞・作曲: 長渕剛。 |                                                         |        |            |      |
| #                      | タイトル                                                | 作詞   | 作曲・編曲 | 時間 |
| 1.                     | 「指切りげんまん」                                      | 長渕剛 | 長渕剛     | 5:32 |
| 2.                     | 「TIME GOES AROUND（'98横浜アリーナライブバージョン）」 | 長渕剛 | 長渕剛     | 4:23 |
| 3.                     | 「指切りげんまん (カラオケ)」                           | 長渕剛 | 長渕剛     | 5:32 |
| 合計時間:              | 合計時間:                                               | 15:27  |            |      |

## スタッフ・クレジット

### 参加ミュージシャン
- 島村英二 - ドラムス
- 岡沢章 - エレクトリックベース
- 長渕剛 - アコースティック・ギター、ブルースハープ
- 笛吹利明 - フラットマンドリン
- 角田順 - エレクトリックギター
- 矢島賢 - エレクトリックギター・ソロ
- エルトン永田 - アコースティックピアノ
- 中西康晴 - オルガン

### スタッフ
- 長渕剛 - プロデューサー
- 笛吹利明 - コ・プロデューサー
- 加藤謙吾 (Z's) - レコーディング・エンジニア、ミキシング・エンジニア
- 池田雅彦（フォーライフ・レコード） - A&R
- 和井内貞宣（ユイ音楽工房） - A&R
- MASAKAZU ICHIKAWA（オフィス・レン） - エグゼクティブ・プロデューサー

## 収録アルバム
- 『SAMURAI』（1998年）
- 『LOVE』（2008年）